# Keiju Kobayashi
Keiju Kobayashi (小林桂樹 Kobayashi Keiju?, 23 de noviembre de 1923 – 16 de septiembre de 2010) fue un actor japonés.  

## Biografía
Nacido en la prefectura de Gunma, comenzó a actuar en el estudio Nikkatsu después de abandonar la Universidad Nihon e hizo su debut cinematográfico en 1942. En una carrera que abarcó 65 años, apareció en más de 250 películas, la más famosa en las películas de comedia del "Presidente de la Compañía" (Shachō) realizadas en Toho, donde trabajó junto a Hisaya Morishige, Daisuke Katō, Norihei Miki y otros. Allí ayudó a definir la imagen popular del asalariado de la posguerra. También ganó muchos premios por su actuación, incluidos los premios al mejor actor en los Mainichi Film Awards por Hadaka no taishō en 1958 (donde interpretó a Kiyoshi Yamashita), por Kuroi gashū en 1960, y por Everyman-shi no yūgana seikatsu en 1963. Kobayashi apareció en películas hechas por directores tan notables como Akira Kurosawa, Yasujirō Ozu, Mikio Naruse y Kihachi Okamoto. Continuó dando interpretaciones poderosas después de mudarse en gran medida a la televisión a fines de la década de 1960.
Murió el 16 de septiembre de 2010 de insuficiencia cardíaca a la edad de 86 años.

## Filmografía seleccionada
- El almuerzo (1951)
- Marido y mujer (1953)
- Yakan chūgaku (1956)
- Chaparrón (1956)
- Secreto de esposa (1956)
- Tōkyō no kyūjitsu (1958)
- Hadaka no taishō (1958)
- Kuroi gashū (1960)
- Kohayagawa-ke no aki (1961)
- Burari Bura-bura Monogatari (1962)
- Everyamn-shi no yūgana seikatsu (1963)
- Sanjuro (1962)
- Ken (1964)
- Samurai (1965)
- El extraño dentro de la mujer (1966)
- El emperador y el general (1967)
- Shinsengumi (1969)
- La batalla de Okinawa (1971)
- Nihon Chinbotsu (1973)
- Otoko wa Tsurai yo: Katsushika Risshihen (1975)
- Monte Hakkoda (1977) - Tsumura
- Godzilla (1984)
- Rakuyōju (1986)
- A Taxing Woman (1987)
- Susurros del corazón (1995) - Shirō Nishi (voz)
- Koi Suru Kanojo, Nishi e (2008)

## Apariciones en televisión seleccionadas
- Kaze to Kumo to Niji to (1975)
- Edo no Kaze (1975 ~ 1981)
- Edo no Uzu (1978)
- Edo no Gekitou (1979)
- Tokugawa Ieyasu (1983) - Taigen Sessai
- Haru no Hatō (1985) - Fukuzawa Yukichi

## Honores
- Medalla con cinta morada (1985)
- Orden del sol naciente, 4.ª clase, rayos de oro con roseta (1994)